# Manu Guix
Manuel Guix Tornos, más conocido como Manu Guix (Barcelona, 8 de diciembre de 1979) es un compositor, cantante, pianista, director musical e intérprete español. Desde OT 2017 ostenta el cargo de subdirector de la academia de OT.

## Biografía
Ha estado ligado a Operación Triunfo desde su creación en el año 2001, y ha intervenido como director musical y profesor  en todas las ediciones del programa.
Su formación musical comienza en el año 1987, en el Conservatorio Municipal de Música de Barcelona y cursó estudios en la Escuela LIPA (Liverpool of Performing Arts).
Cuenta en su haber con tres trabajos discográficos en solitario y ha participado en diversos espectáculos musicales como cantante y director musical, como por ejemplo en Grease, el musical de tu vida en el que ha sido director musical desde su estreno.
A lo largo de su carrera ha obtenido diversos premios como el Premio Butaca, recibido en 1997 por "Tu, Jo, Ell, Ella… i Webber… i Schönberg…" al espectáculo revelación de la temporada, y el mismo galardón concedido en 1998 por "El Somni de Mozart" como mejor director musical.
La temporada 2009/10 se incorporó como colaborador al programa El Dia de la emisora catalana COM Ràdio, tocando el piano en directo. El verano de 2011, en la misma emisora, copresentó el concurso Sí o Sí.

## Premios y reconocimientos
- 1990: V Concurso de piano Ciudad de Berga (segundo premio).
- 1992: 25.º Concurso de jóvenes intérpretes de piano de Cataluña, en Vilafranca del Penedès (segundo premio).
- 1993: Conservatorio municipal de música de Barcelona (premio de honor).
- 1997: Premio Butaca por el espectáculo "Tu, jo, ell, ella… i Webber…i Schönberg…", el espectáculo revelación de la temporada.
- 1998: Premio Butaca por el espectáculo "El somni de Mozart", como mejor director musical.
- 1999: beca de la Generalidad de Cataluña para realizar un año de ampliación de estudios musicales en el extranjero.
- 2008: Nominado a los Premios Max (XII edición) por la dirección musical de "Grease, el musical de tu vida".
- 2009: Nominado a los Premios Gran Vía de Teatro Musical por la dirección musical de "Grease, el musical de tu vida".
- 2009: Premio Butaca por el espectáculo "QUÈ! El Nou Musical", como mejor composición musical.
- 2011: Premio Butaca por el espectáculo "Geronimo Stilton, El musical del Regne de la Fantasía", como mejor composición musical y como mejor musical.
- 2018: Premio Enderrock a la mejor canción de autor por "Després de tot"

## Discografía
- De Cabeza (2003)

- Manu Guix (2005)

- Onze Llachs (2008)

- Pas a pas (2012)

- Després de Tot (2017)

- Moments (2022)